# 가오자위
가오자위(고가유, 중국어 정체자: 高嘉瑜, 한어 병음: Gāo Jiāyú, 웨이드-자일스: Kao Chiayü, 1980년 10월 17일 ~ )는 중화민국의 제10대 입법위원(국회의원)이다.

## 학력
- 지룽시 종싱 국학
- 지룽시 종정 국중
- 타이베이 시립 제일여자고급중학
- 국립 타이완 대학 학사
- 국립 타이완 대학 석사

## 역대 선거 결과
| 선거명               | 직책명       | 선거구               | 대수 | 정당       | 득표율 | 득표수      | 결과 | 당락 |
| -------------------- | ------------ | -------------------- | ---- | ---------- | ------ | ----------- | ---- | ---- |
| 2005년 국민대회 선거 | 국민대회대표 | 비례대표 31번        | 4대  | 민주진보당 | 42.52% | 1,647,791표 | 1위  | 당선 |
| 2010년 직할시 선거   | 시의원       | 타이베이시 제2선거구 | 11대 | 민주진보당 | 10.66% | 21,798표    | 4위  | 당선 |
| 2014년 지방 선거     | 시의원       | 타이베이시 제2선거구 | 12대 | 민주진보당 | 15.59% | 34,117표    | 1위  | 당선 |
| 2018년 지방 선거     | 시의원       | 타이베이시 제2선거구 | 13대 | 민주진보당 | 16.25% | 34,285표    | 1위  | 당선 |
| 2020년 입법위원 선거 | 입법위원     | 타이베이시 제4선거구 | 10대 | 민주진보당 | 50.12% | 125,138표   | 1위  | 당선 |
| 2024년 입법위원 선거 | 입법위원     | 타이베이시 제4선거구 | 11대 | 민주진보당 | 40.24% | 95,241표    | 2위  | 낙선 |

## 기타 사항
음치로도 알려져 있으며 집회에서 열창해도.

## 관련 서적
- 《相信自己：「港湖女神」高嘉瑜的無畏哲學(자신을 믿으십시오 : "강후의 여신" 가오자위의 두려움없는 철학)》. 平安文化(평안문화). 2019년 10월 14일. ISBN 9789579314398.